# Andreu Torrens i Busquets
Andreu Torrens i Busquets (Santa Maria del Camí, Mallorca, 23 d'agost de 1845 - Palma, 5 de febrer de 1927) va ser un compositor, pianista, pedagog i músic mallorquí.
Va néixer en el carrer de sa Revolta. Son pare era ferrer. Fou un músic precoç, ja que la primera peça la va compondre als deu anys. Va ser deixeble del mestre Mn. Miquel Tortell i als dotze anys va escriure una psalmodia per a les monges de Santa Magdalena. Als catorze va ser nomenat organista de la parroquial de Sant Nicolau (1859-1865). Dedicà la seva vida a impartir classes de música i a acompanyar amb el piano. Va ser professor de música a l'escola Normal de Mestres (1916-1917).
La seva obra és diversa. Va compondre l'opereta Políticos en agraz, amb Ricard Salvà, la sarsuela La verbena de San Juan, també amb Salvà; posà música a l'himne escrit per Josep Maria Quadrado Ama els penyals la Verge sobirana, una Missa per a orquestra i un Stabat mater. També compongué romances i cançons com Tot passa i se'n va, amb text d'Emília Sureda, i Marina amb text de Mateu Obrador. Compongué un Himne a Chopin. Altres obres són: Dansa infernal, Festa de poble i multitud de peces per a piano (una col·lecció de 10 fou editada per Mn. Joan Maria Tomàs).